# 2011 à Mayotte
Cet article présente les faits marquants de l'année 2011 à Mayotte.

## Évènements
- Samedi 19 février 2011 : les enseignants des écoles primaires décident la reconduction de leur mouvement de grève entamé le 14 février. Les revendications des grévistes portent sur les conditions de travail, l'insuffisance des infrastructures à l'origine de classes surpeuplées, sur la dégradation et le manque d'entretien des bâtiments, la titularisation des enseignants en contrats précaires et l'indexation des salaires à l’instar des autres départements de l'outre-mer français. Le vice-rectorat de Mayotte fait état d'une baisse progressive du nombre d'enseignants grévistes, de 28 % lundi dernier à seulement 15 % en fin de semaine[1].

- Dimanche 20 mars 2011 : premier tour des élections cantonales pour la nouvelle assemblée départementale avec un taux de participation de 60,82 %[2].

- Jeudi 31 mars 2011 : Mayotte devient le 101e département de France et le 5e d'outre-mer avec La Réunion, la Guadeloupe, la Martinique et la Guyane. Une période transitoire de vingt-cinq ans est prévue pour harmoniser les lois et les avantages sociaux. Des mesures dérogatoires vont demeurer en matière de lutte contre l'émigration illégale[3]. L'élection du nouveau président du conseil général n'a pas pu avoir lieu faute de quorum du fait de l'absence des élus UMP[4]. Marine Le Pen estime que ce changement de statut est "une folie"[5]. Mayotte a sa pièce de 10 euros des régions tirée à 50 000 exemplaires[6].

- Dimanche 3 avril 2011 : élection du président du conseil général remportée par le divers gauche Daniel Zaïdani (35 ans) du Mouvement Départementaliste Mahorais (MDM) [7].